# ام‌وی بوت (۱۹۵۴)
ام‌وی بوت (۱۹۵۴) (به انگلیسی: MV Bute (1954)) یک کشتی بود که طول آن ۱۸۶ فوت (۵۷ متر) بود. این کشتی در سال ۱۹۵۴ ساخته شد.